# Afrodita ajupida

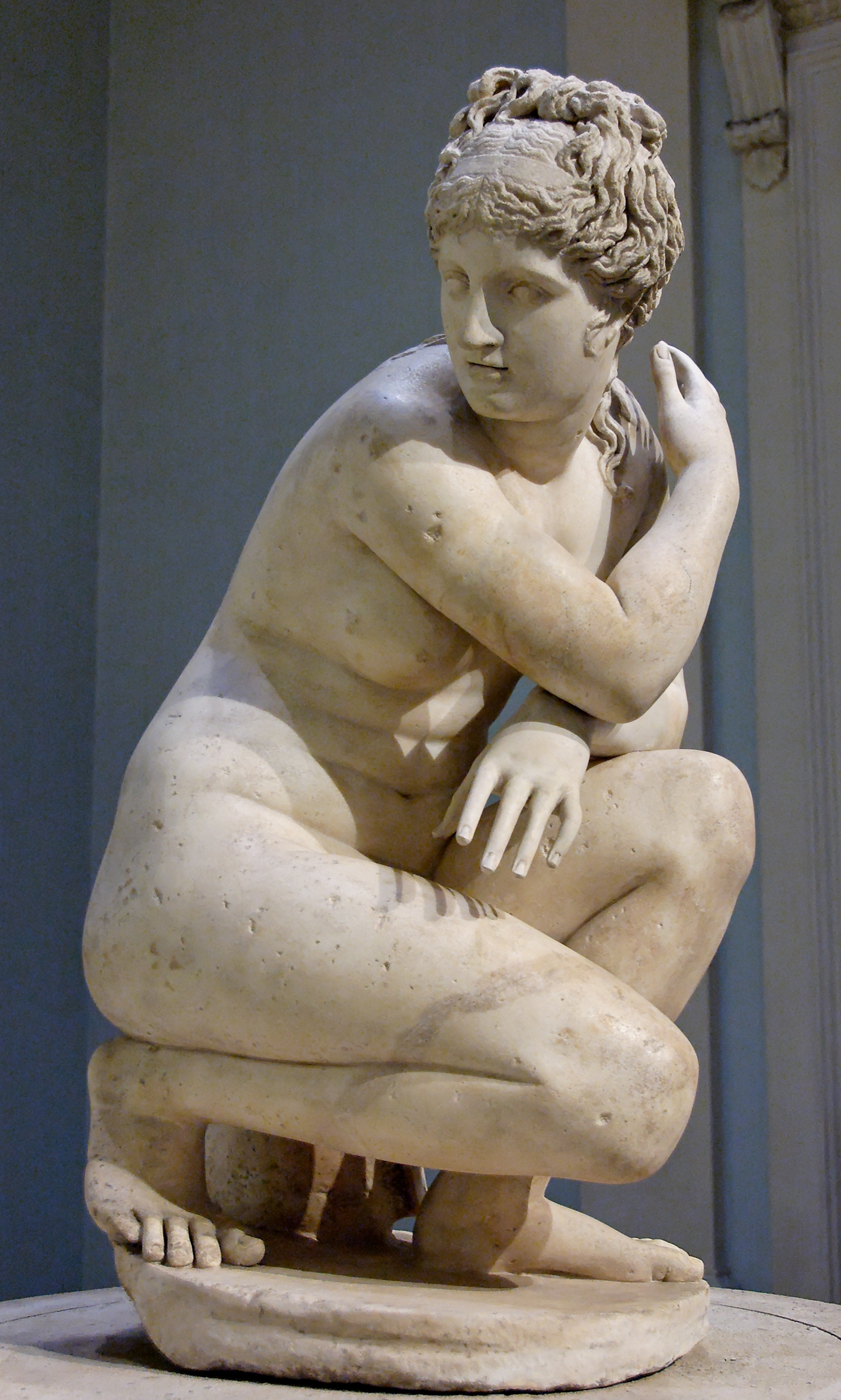
La Venus Lely, anomenada així per haver pertangut al pintor Peter Lely, actualment propietat de la Royal Collection, en préstec en el British Museum

Afrodita ajupida, rentant-se, en el bany, o expressions semblants, són denominacions historiogràfiques d'un tipus de representacions de la dea Afrodita (o Venus) que es realitzaren a partir d'un model de l'època hel·lenística, atribuït a Doidalses de Bitínia. És possible que fos un encàrrec de Nicomedes I de Bitínia per a un santuari en Nicomèdia, ciutat que fundà aquest rei al 265 o 262 ae.
L'escena que reprodueix és la de la dea sorpresa en el bany, o en el moment de contemplar el seu reflex en les aigües, mentre està nua (en algun cas s'utilitza la denominació El bany d'Afrodita, que en certa manera relaciona aquesta escena amb la representada en el tipus de l'Afrodita púdica). La postura és forçada, a la gatzoneta, tocant quasi el sòl amb el genoll dret i girant el cap cap a aquest costat. En la major part de les versions duu el braç dret fins a l'espatla esquerra, intentant cobrir-se els pits; en altres, alça el braç dret fins a tocar-se el cabell, deixant els pits més descoberts. En algunes versions, apareix al seu costat Eros, o algun element iconogràfic que fa més evident la identificació. Donat l'alt nombre de còpies d'època romana que s'han trobat, sobretot a Itàlia i França, degué ser un model molt popular.
És habitual disposar aquesta escultura com pendant amb l'Arrotino.

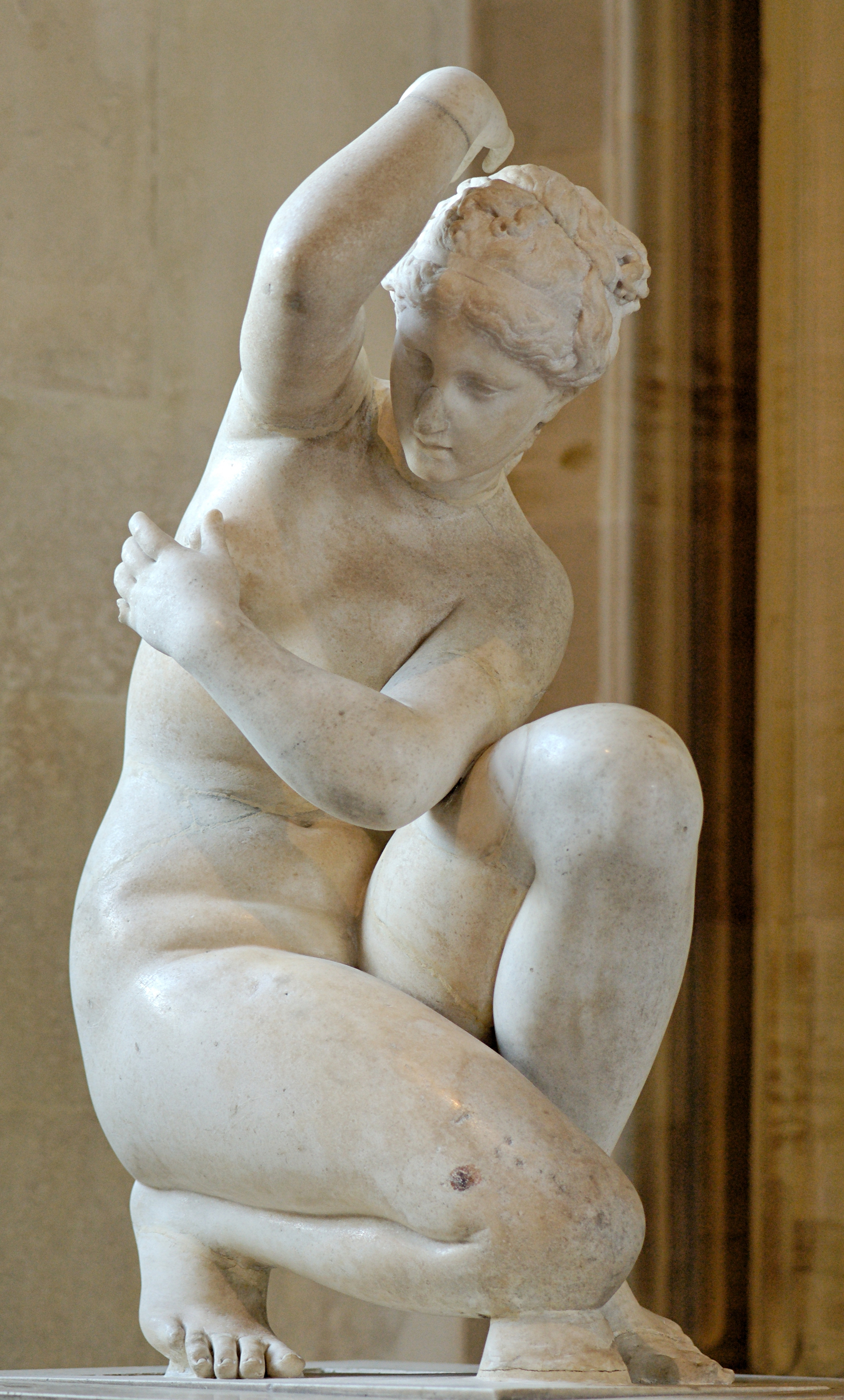
Vénus Accroupie que pertangué a Lluís XIV, actualment al Louvre

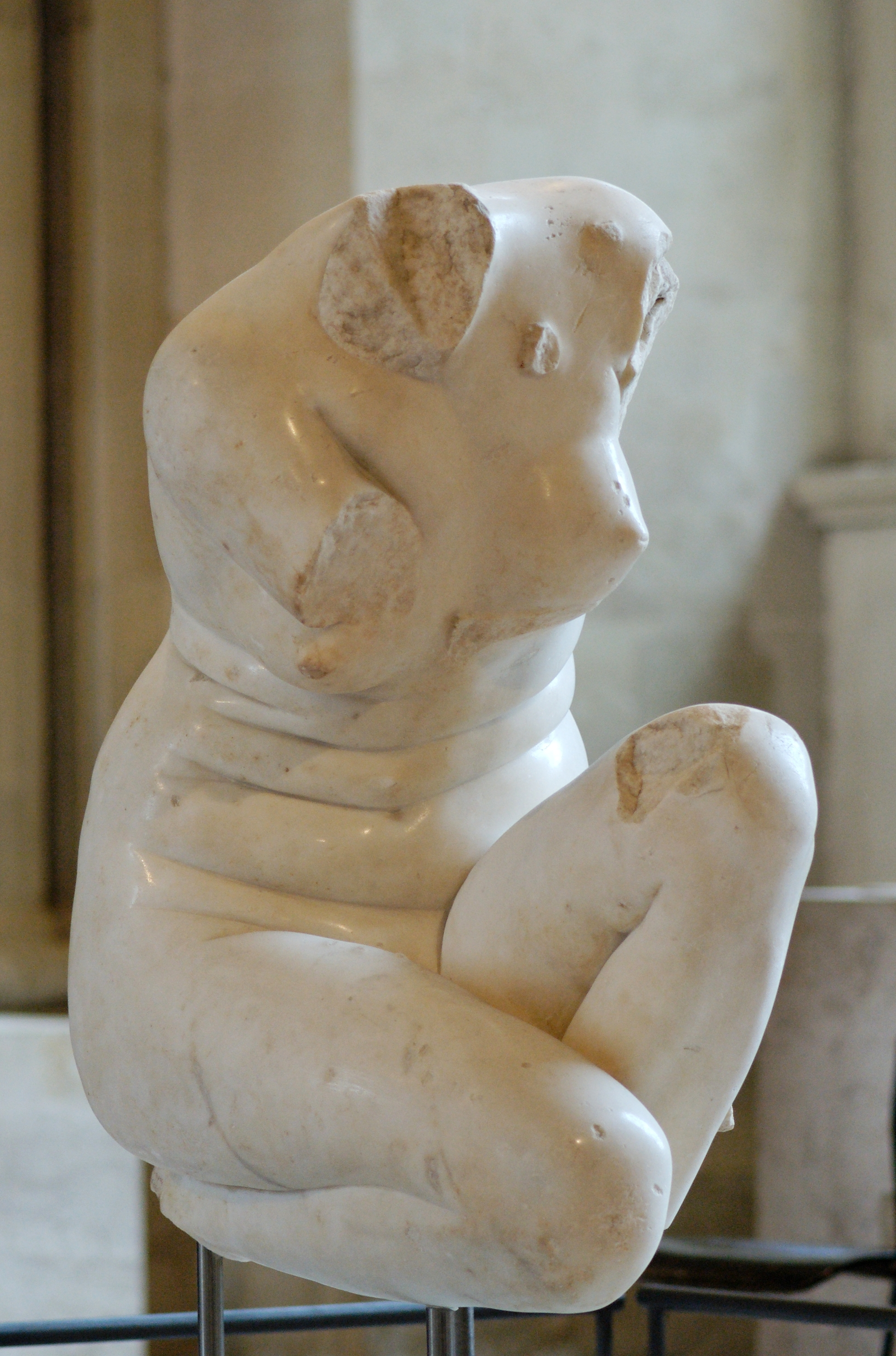
Venus ajupida de Vienne, actualment al Louvre

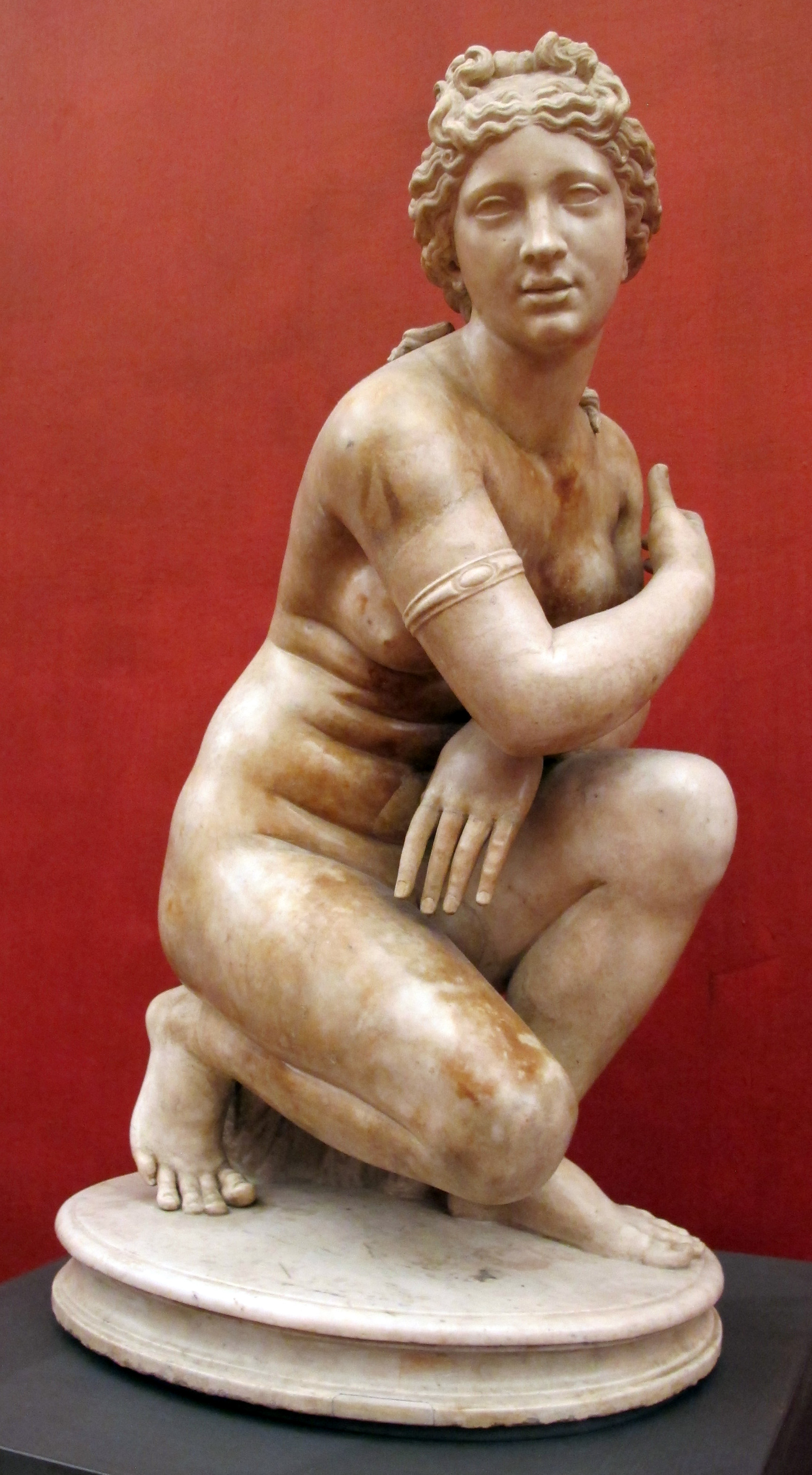
La Veneri accovacciata de la col·lecció Mèdici, hui a la Galeria Uffizi

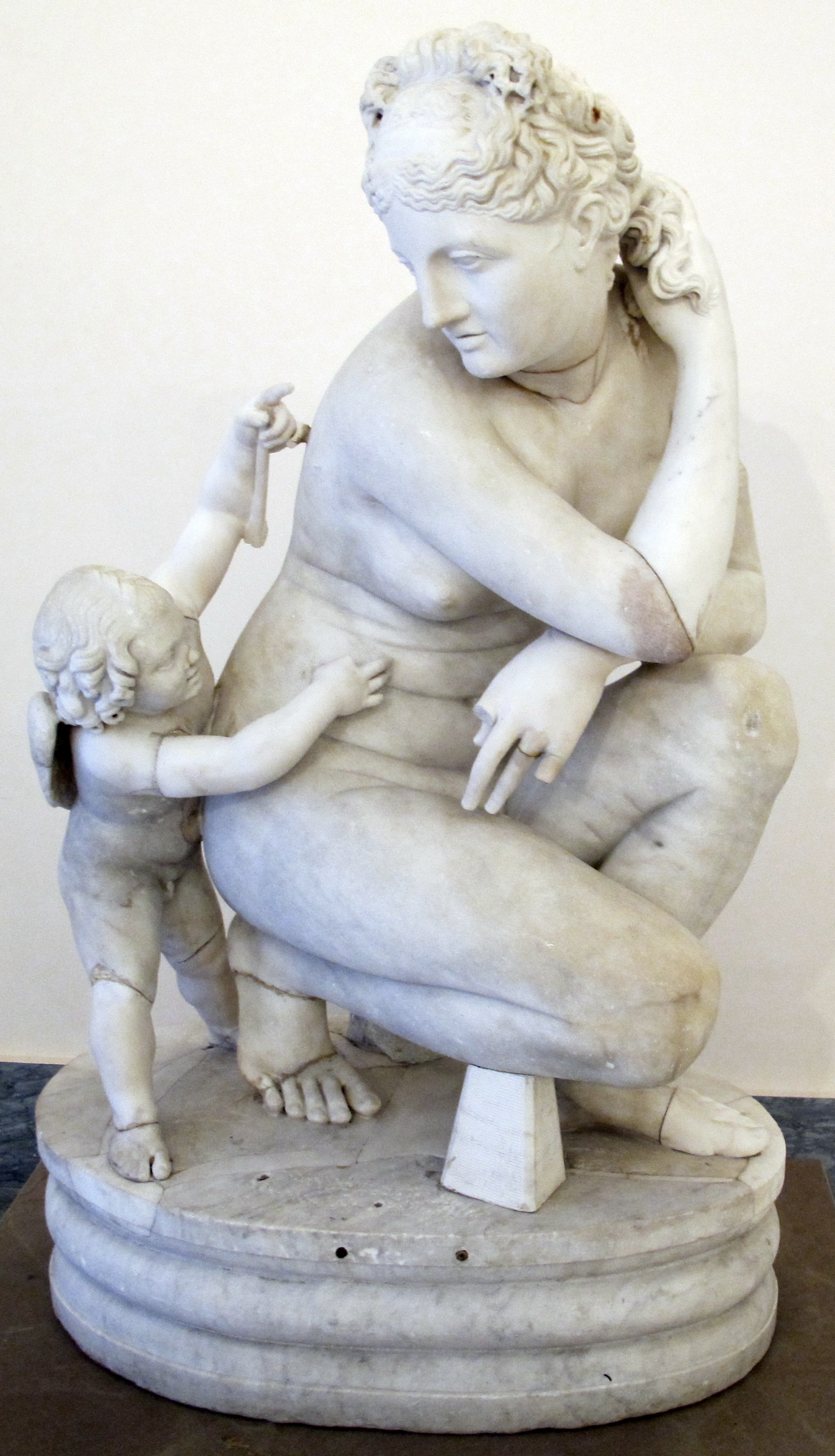
La Veneri accovacciata de la col·lecció Farnese, hui a Nàpols

## Atribució
Un passatge corrupte de la Naturalis Historia de Plini el Vell (xxxvi.4) enumera les escultures del temple de Júpiter Stator en el Porticus Octaviae, prop del Fòrum Romà: "Venerem lavantem sese Daedalsas […] stantem Polycharmus"; la lectura d'aquesta part sembla exigir una addició: "Venus rentant-se, de Daedalses, [i una altra escultura], dempeus, de Polycharmus": hi deixa clar que l'escultura de Venus no està dempeus. En diferents fonts del s. XIX se'n fan diferents lectures, com Venerem lavantem sese, Daedalum stantem Polycharmus, segons la qual seria Policarm l'autor de la "Venus rentant-se" i d'una estàtua de "Dèdal dempeus".

## Exemples antics
- La Veneri accovacciata de la col·lecció Mèdici, registrada en la Vil·la Mèdici de Roma i actualment a la Galeria dels Uffizi de Florència. Fou gravada (amb l'afegit d'una petxina marina) per Paolo Alessandro Maffei, Raccolta di statue antiche i moderni..., 1704 (plate XXVIII)
- La Venus ajupida de la col·lecció de marbress Farnese, restaurada amb un petit Eros que crida l'atenció de la dea, es troba ara al Museu Arqueològic Nacional de Nàpols. Fou dibuixada per Martin Heemskerck.[6] En el mateix museu n'hi ha una altra peça sense l'afegit de l'Eros.
- La Venus ajupida de la col·lecció Borghese, comprada al 1807 a Camillo Borghese, i que es conserva al Museu del Louvre. En la col·lecció Borghese es restaurà imaginativament com a Diana, i li afegiren un arc de caça a la mà dreta.[7]
- La Venus Lely[8] és un marbre d'època antonina que es trobava en la col·lecció Gonzaga a Màntua, on s'inventarià el 1627.[9] A Anglaterra al 1631, fou qualificada com "la més fina estàtua de totes" (the finest statue of all) i valorada en 6.000 escuts.[10] El 1627-28 s'incorporà a la col·lecció d'art de Carles I, la qual es dispersaria  durant la Revolució anglesa, quan la comprà el pintor i connoisseur Peter Lely.[11][12] Tornà a la Royal Collection el 1682 i es troba en préstec al British Museum.[13]
- L'Afrodita ajupida del Museu de l'Hermitage, amb un Eros a l'esquena. A la mà dreta sosté un petit atuell.[14]
- La Venus ajupida trobada a Salona (actual Solin, prop de la ciutat croata de Split) en la segona meitat del segle xviii la comprà el Museu Vaticà, i fou gravada per Francesco, fill de Giovanni Battista Piranesi, i després confiscada pels francesos de Napoleó, i retornada al 1816 al Vaticà, on roman.
- La Vénus accroupie és una escultura del s. II que pertangué a Lluís XIV, i actualment s'exhibeix al Louvre. En una significativa variació, alça el braç dret fins a la part posterior del cap.[15]
- La Venus ajupida de Viena, del s. I o II, es considera un dels més fins marbres romans del seu tipus; trobada al 1828 a Sainte-Colombe, a la riba dreta del Roine, on es trobava l'antiga ciutat de Vienne; la comprà la col·lecció Gerantet al 1878 per al Louvre.[16][17] Allí l'estudià Cézanne, que l'adaptà per a una de les figures de Grans Baigneuses.[18] La resta d'una petita mà a l'esquena mostra que era una de les versions que incloïen Eros.
- Una Veneri al bagno accovacciata fou trobada en la Vil·la Adriana de Tívoli en la dècada de 1920. N'és una de les més fines versions romanes. Es conserva al Museu Nacional Romà, on n'hi ha altres versions.[19]
- L'Afrodita ajupida, que pertangué a Camillo Massimo, a Cristina de Suècia, a Livio Odescalchi, i al borbó Felipe V, s'exhibeix actualment al Museu del Prado.[20]
- El bany d'Afrodita, donada al Museu del Prado al 1944 per Marius de Zayas. No té cap ni la major part dels braços.[21]
- L'Afrodita ajupida de Còrdova, del s. II, conservada al Museu Arqueològic i Etnològic de Còrdova.
- Un petit marbre de l'Afrodita ajupida, datat del s. I ae, es descobrí a Rodes, i es conserva al Museu Arqueològic d'aquesta ciutat. La seua posa n'és una variant: en comptes de cobrir-se els pits, es passa els dits pels cabells, i mira directament al que la contempla.[22] De vegades se l'anomena Afrodita ajupida de Rodes.
- En el Metropolitan Museum de Nova York se'n conserven dos exemplars, tots dos desproveïts de cap i de la major part dels braços, datats d'entre els s. I i II, un d'ells de grandària reduïda.[23]

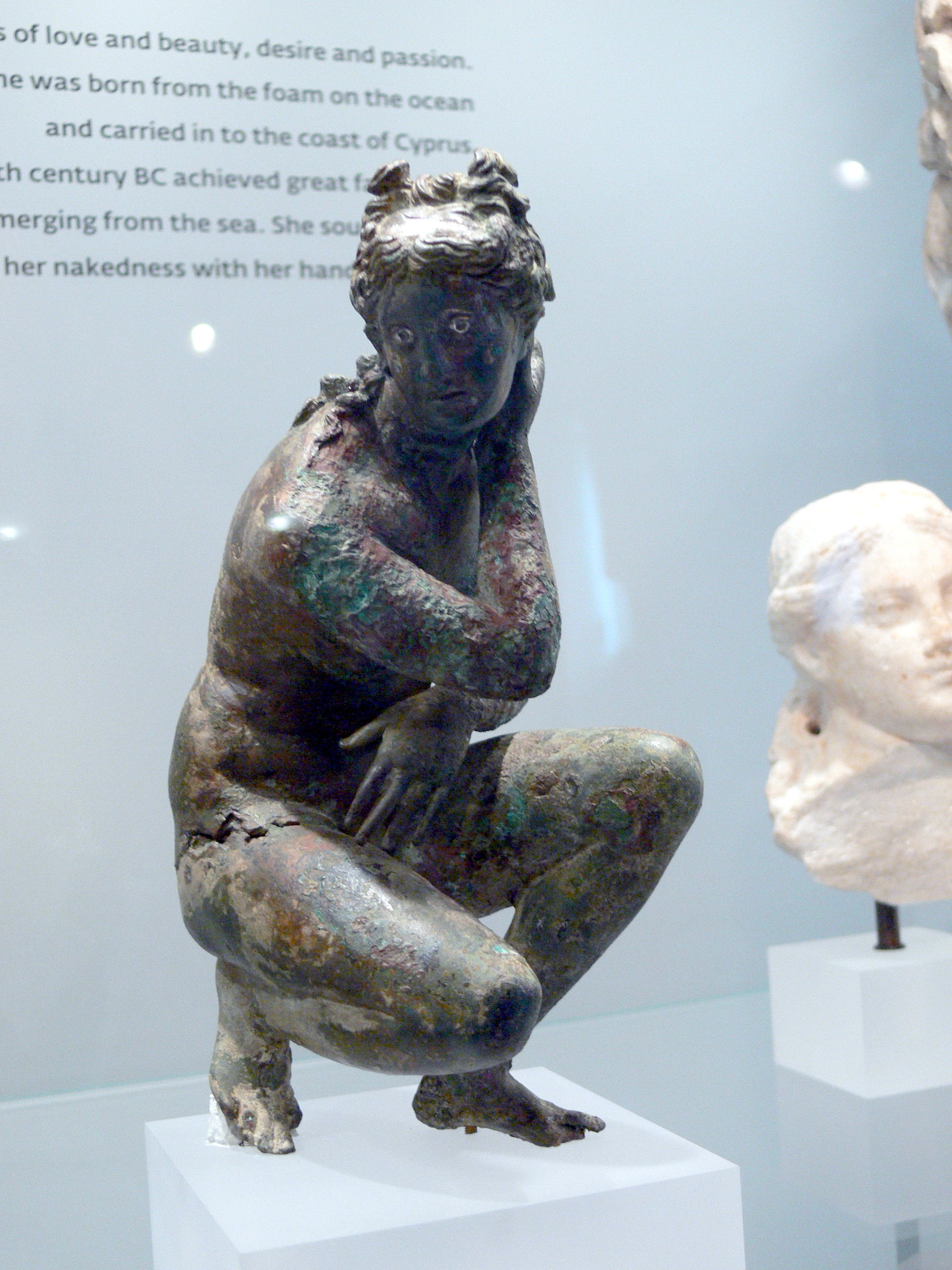
Bronze de la Gliptoteca de Copenhaguen

## Impacte en el Renaixement i versions modernes
La primera interpretació de la figura, com a naixement de Venus, eixint de les aigües —un tipus de Venus Anadyomene— feu que en algunes restauracions se n'afegís una petxina com a element sobre el qual s'ajup, com mostra el gravat de Paolo Alessandro Maffei, que reprodueix l'Afrodita ajupida del jardí dels Mèdici (Raccolta di statue antiche i moderni..., 1704, planxa XXVIII).
Alguna de les múltiples versions de Leda i el cigne de Leonardo da Vinci presenta una certa semblança en la postura, denominada Leda accovacciata.
Al 1505-06 Marcantonio Raimondi realitzà un gravat de Venus ajupida.
Giambologna, el seu taller i el seu hereu Antonio Susini en feren diverses versions i algunes reduccions en bronze, obres de Susini; una d'aquestes, inclosa en la col·lecció de Lluís XIV, es conserva a l'Holburne Museum of Art de Bath, i una altra, inclosa en la col·lecció del príncep Karl Eusebius de Liechtenstein al 1658, es conserva al Museu Liechtenstein de Viena.
Antoine Coysevox en feu una famosa variant, al 1686, per al castell de Marly; Coysevox, que posà Venus sobre una tortuga en comptes d'una petxina, estava tan exultante pel seu èxit que hi inscrigué el nom de Fídies en lletres gregues com si fora d'aquest. L'escultura agradava tant al rei Lluís XIV que n'encarregà una còpia en bronze. En l'actualitat el marbre Marly és al Museu del Louvre i el bronze Marly al Palau de Versalles.
- Una còpia en marbre (1762) de Tommaso Solari era al jardí que envoltava el Palau de Caserta, prop de Nàpols.[29]
- La Flora ajupida de Jean-Baptiste Carpeaux (ca. 1873), al Museu Calouste Gulbenkian de Lisboa, en reinterpreta la posa.

## Galeria d'imatges

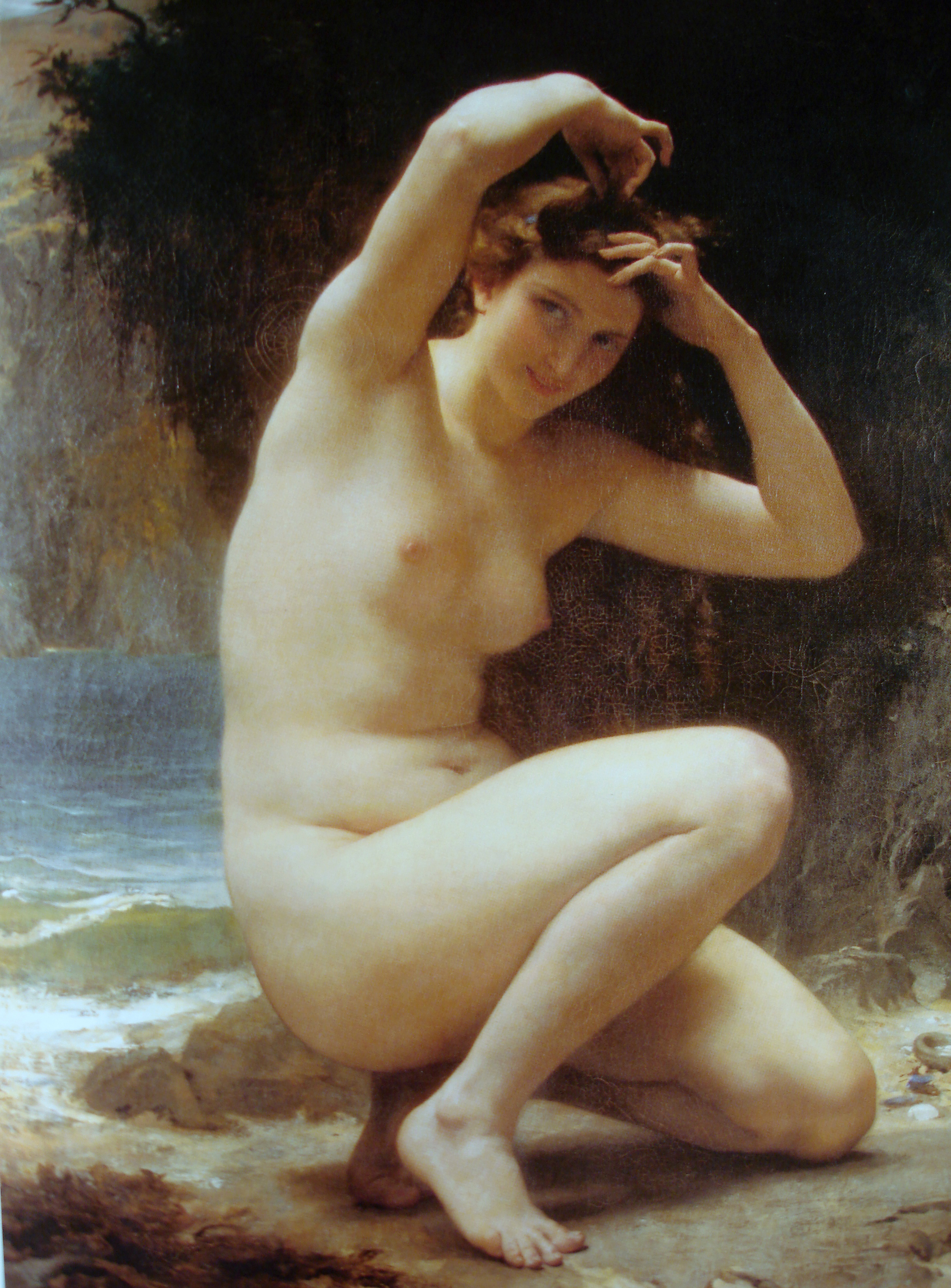
El bany de Venus, de Bouguereau, ca. 1873
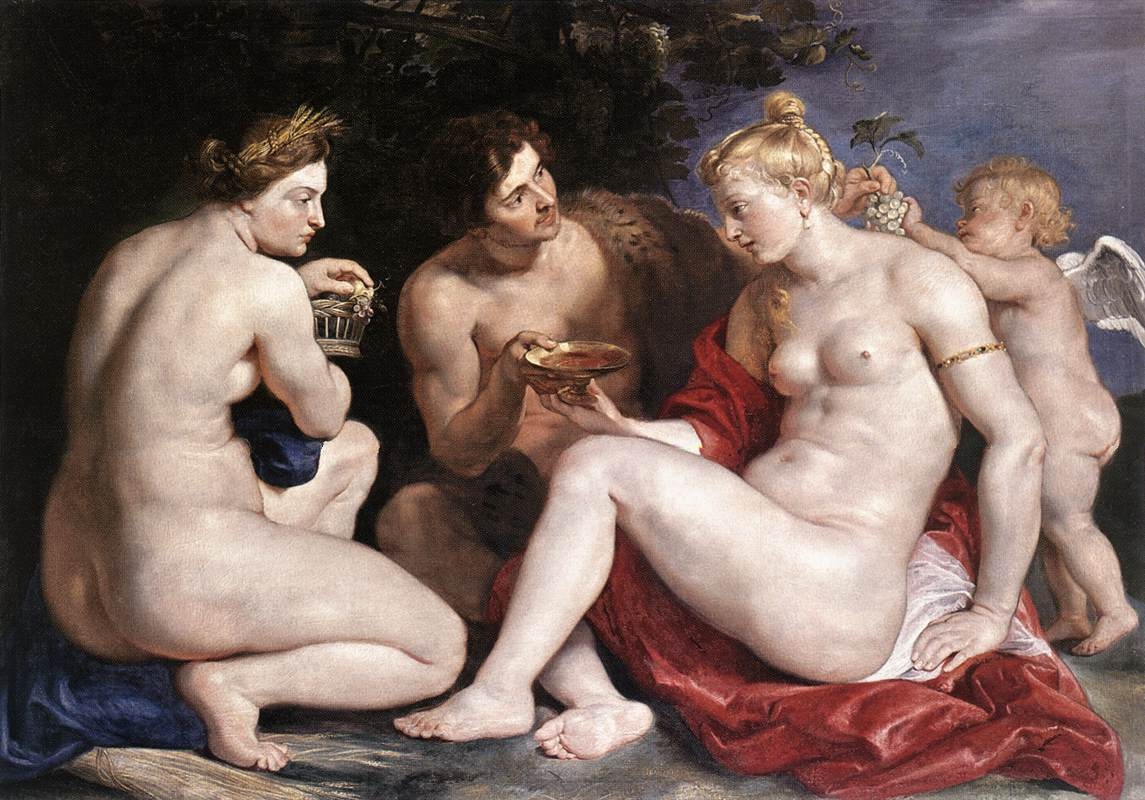
Al·legoria amb Venus, Cupido, Bacus i Ceres, de Peter Paul Rubens
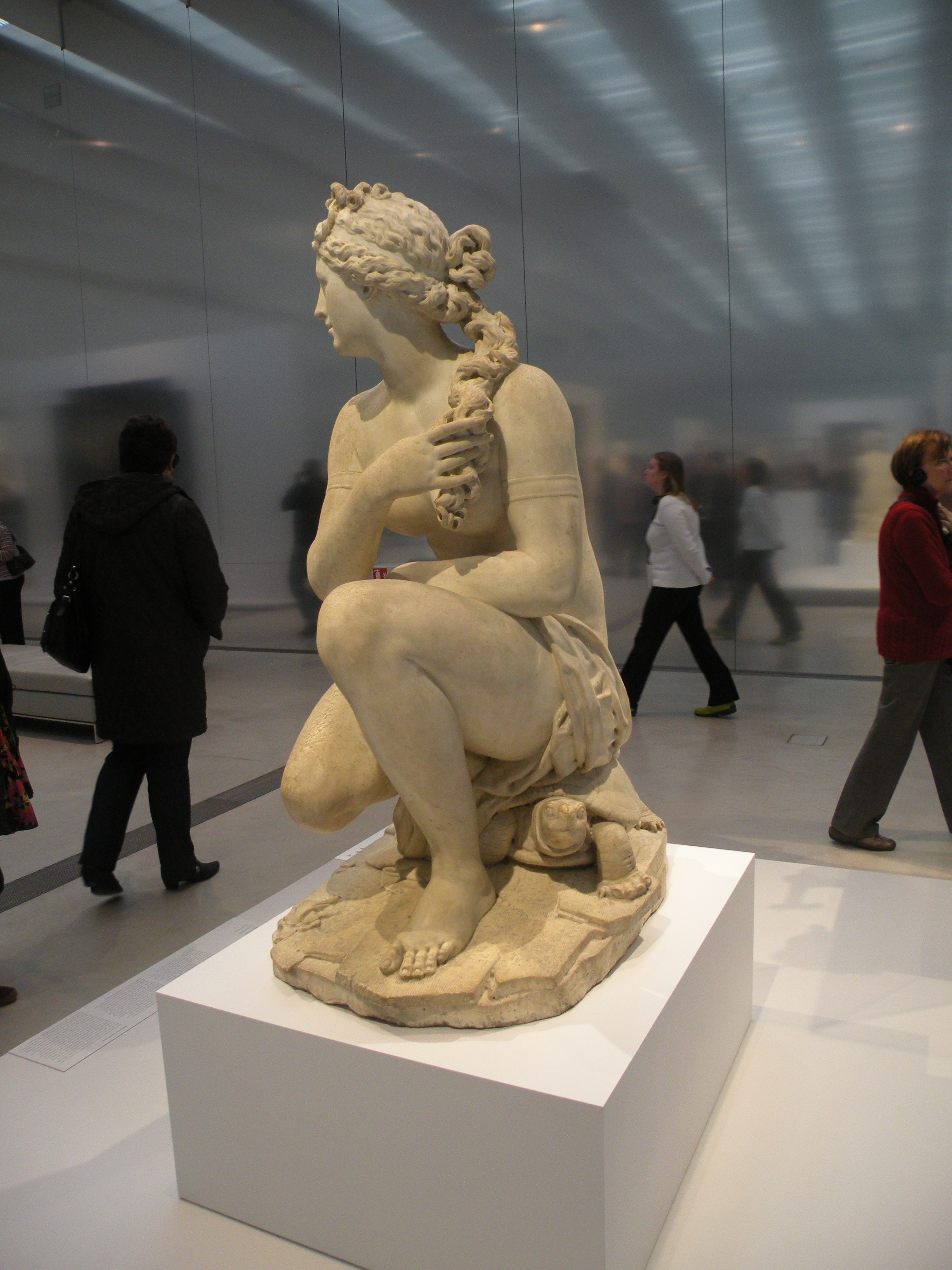
La versió de Coysevox, 1686
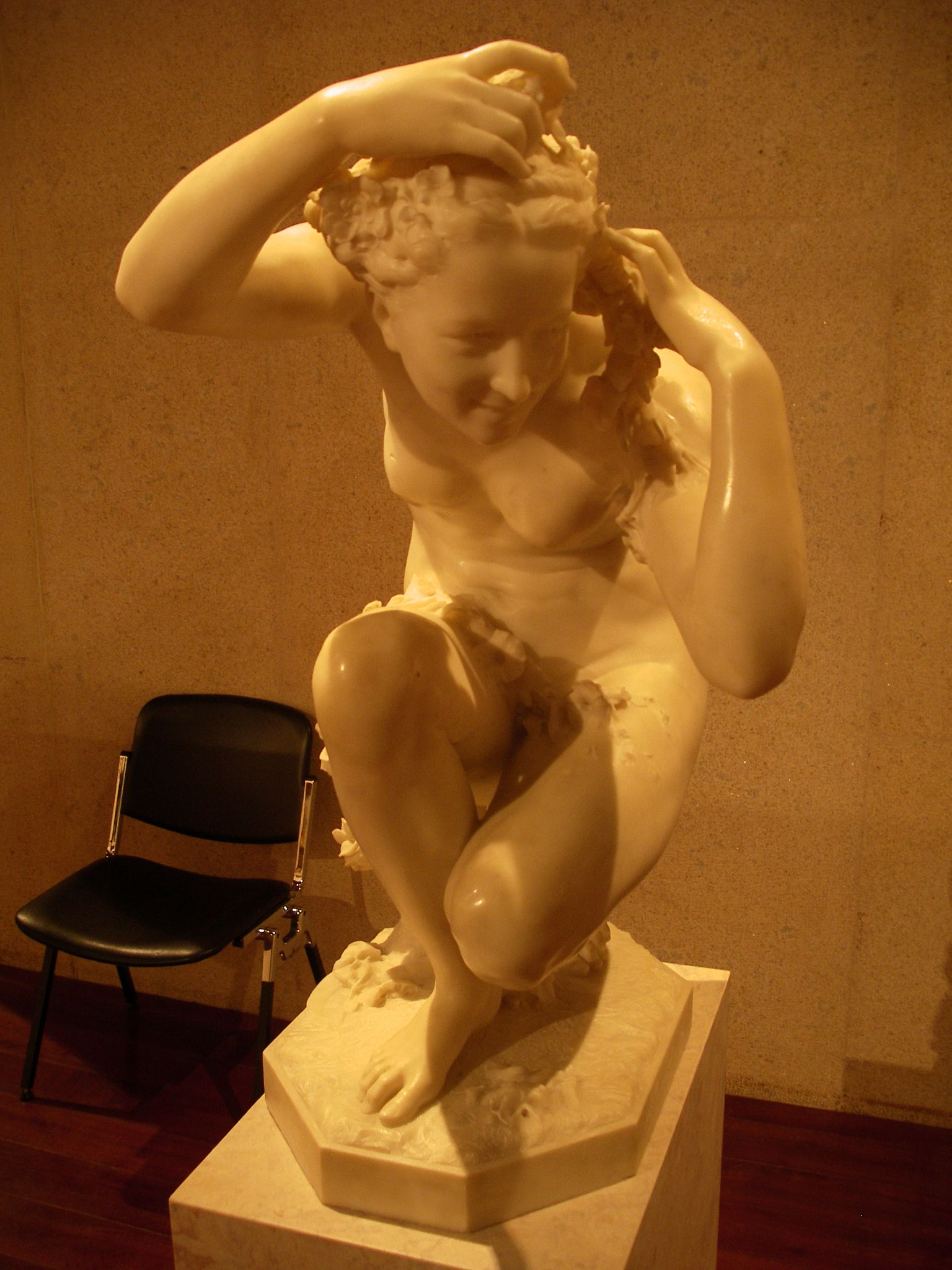
La Flora ajupida, de Carpeaux, ca. 1873
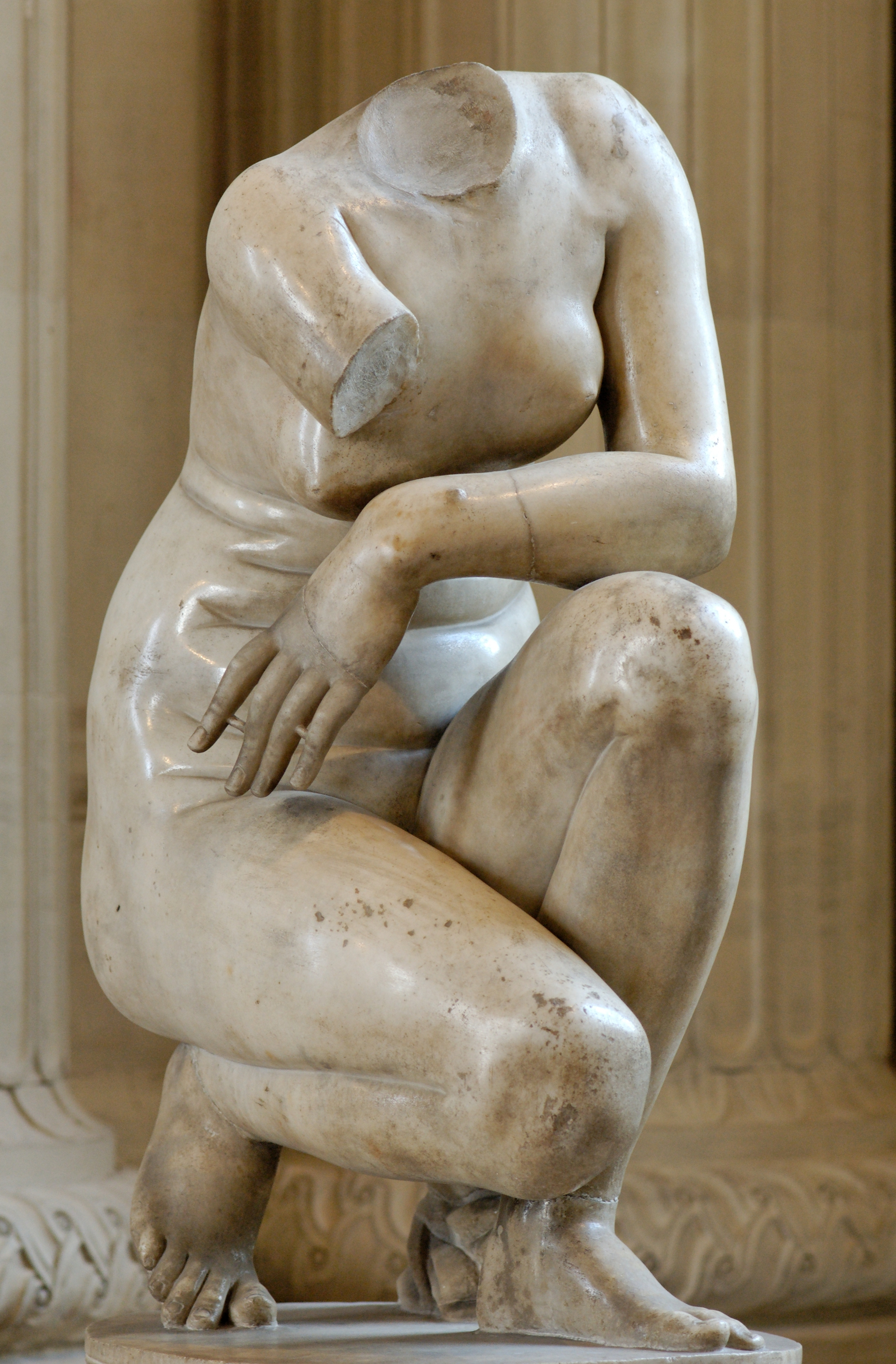
Venus ajupida de la col·lecció Borghese, actualment al Louvre
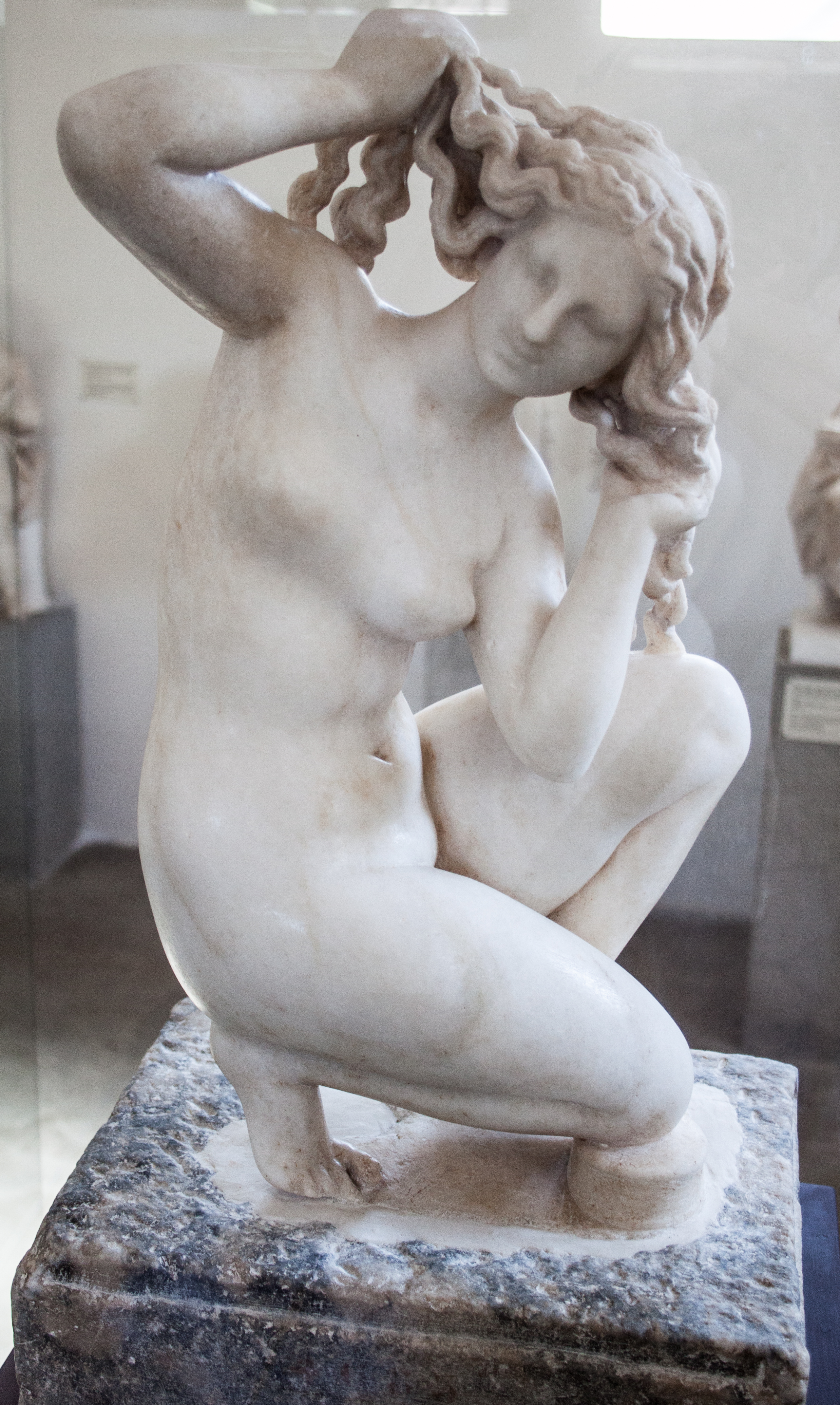
L'Afrodita ajupida de Rodes
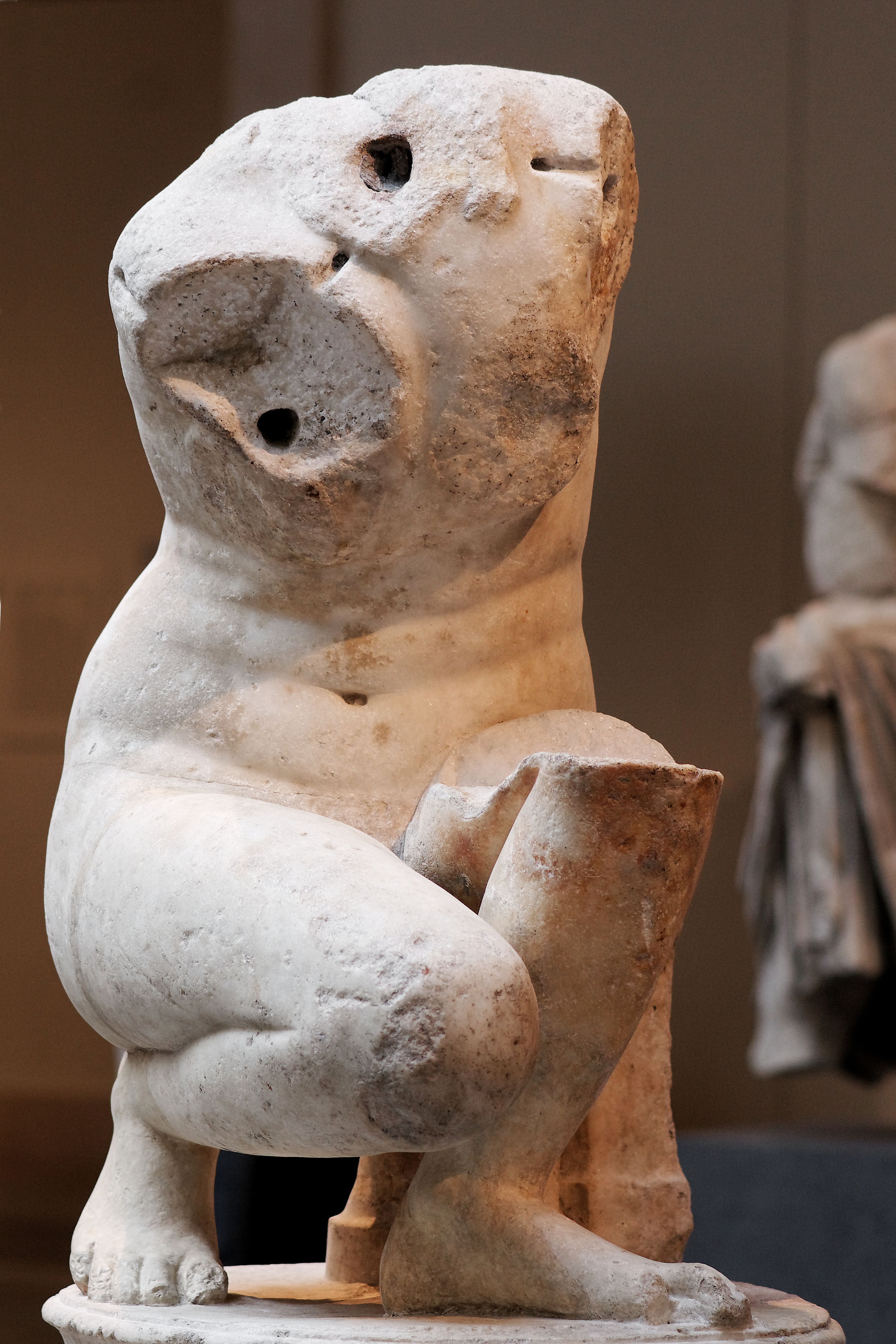
Una de les peces del MET
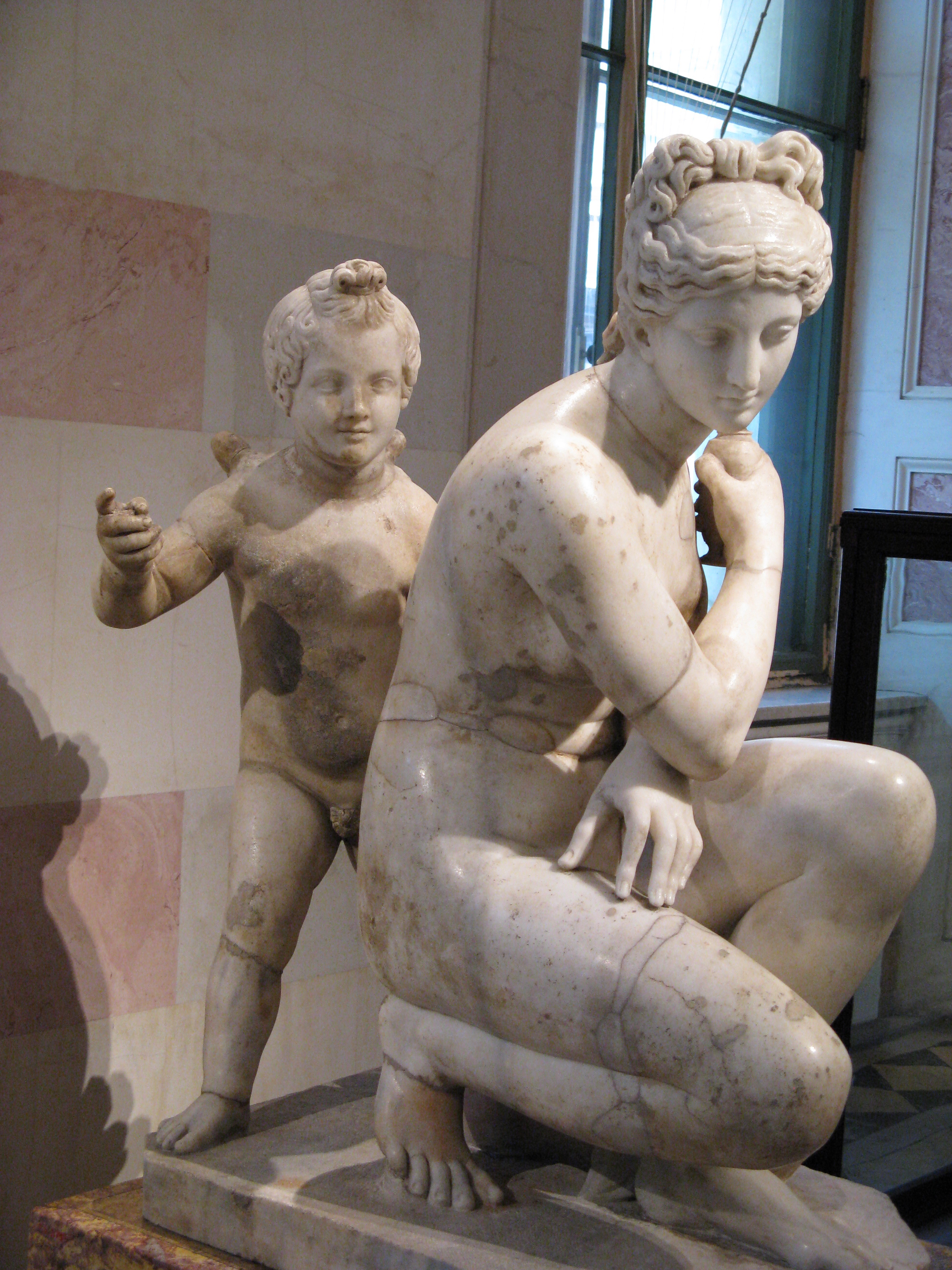
Còpia de l'Hermitage